# Australian Football League
Australian Football League (förkortat AFL) är Australiens nationella tävling i australisk fotboll. Organisationen som styr förbundet har blivit, i princip, idrottens världsledning. AFL är Australiens mest populära professionella sportliga.

## Klubbar

### Nuvarande klubbar
| Klubb                         | Stad       | Stat           | Klubblåt                              |
| ----------------------------- | ---------- | -------------- | ------------------------------------- |
| Adelaide Crows                | Adelaide   | Sydaustralien  | "The Pride of South Australia"        |
| Brisbane Lions                | Brisbane   | Queensland     | "The Pride of Brisbane Town"          |
| Carlton Blues                 | Melbourne  | Victoria       | "We are the Navy Blues"               |
| Collingwood Magpies           | Melbourne  | Victoria       | "Good Old Collingwood Forever"        |
| Essendon Bombers              | Melbourne  | Victoria       | "See the Bombers Fly Up"              |
| Fremantle Dockers             | Perth      | Västaustralien | "Freo, Way to Go"                     |
| Geelong Cats                  | Geelong    | Victoria       | "We are Geelong"                      |
| Gold Coast Suns               | Gold Coast | Queensland     | "The Suns of the Gold Coast Sky"      |
| Greater Western Sydney Giants | Sydney     | Nya Sydwales   | "There's a Big, Big Sound"            |
| Hawthorn Hawks                | Melbourne  | Victoria       | "We're a Happy Team at Hawthorn"      |
| Melbourne Demons              | Melbourne  | Victoria       | "It's a Grand Old Flag"               |
| North Melbourne Kangaroos     | Melbourne  | Victoria       | "Join in the Chorus"                  |
| Port Adelaide Power           | Adelaide   | Sydaustralien  | "We've Got the Power to Win"          |
| Richmond Tigers               | Melbourne  | Victoria       | "We're from Tigerland"                |
| St Kilda Saints               | Melbourne  | Victoria       | "When the Saints Go Marching In"      |
| Sydney Swans                  | Sydney     | Nya Sydwales   | "Cheer, Cheer, the Red and the White" |
| West Coast Eagles             | Perth      | Västaustralien | "We're Flying High"                   |
| Western Bulldogs              | Melbourne  | Victoria       | "Sons of the West"                    |

### Tidigare klubbar
| Klubb                | Stad      | Stat       | Klubblåt                           |
| -------------------- | --------- | ---------- | ---------------------------------- |
| Brisbane Bears       | Brisbane  | Queensland | "Brisbane Bears Will Live Forever" |
| Fitzroy Lions        | Melbourne | Victoria   | "We are the Boys from Old Fitzroy" |
| Melbourne University | Melbourne | Victoria   | Ingen                              |

### Framtida klubbar
| Klubb     | Stad   | Stat      | Klubblåt |
| --------- | ------ | --------- | -------- |
| Tasmanien | Hobart | Tasmanien | N/A      |